# Rieucros
Rieucros (okzitanisch Riucròs) ist eine französische Gemeinde mit 720 Einwohnern (Stand 1. Januar 2022) im Département Ariège in der Region Okzitanien. Sie gehört zum Kanton Mirepoix und zum Arrondissement Pamiers.
Nachbargemeinden sind Les Pujols im Nordwesten, Vals im Norden, Teilhet im Nordosten, Tourtrol im Osten, Viviès im Südosten, Vira im Süden, Arvigna im Südwesten und Les Issards im Westen. 

## Bevölkerungsentwicklung
| Jahr      | 1962 | 1968 | 1975 | 1982 | 1990 | 1999 | 2008 | 2015 |
| --------- | ---- | ---- | ---- | ---- | ---- | ---- | ---- | ---- |
| Einwohner | 364  | 363  | 354  | 387  | 403  | 437  | 573  | 677  |